# 池上裕次
池上 裕次（いけがみ ゆうじ、1964年9月13日 - ）は、埼玉県出身の元競艇選手である。登録番号は3245。埼玉支部所属。58期。同じ埼玉支部所属の平石和男と同期。叔父（母の弟）は競艇選手の皆川武。

## 来歴
1964年9月13日、福島県石城郡湯本町（現・いわき市）に生まれる。叔父（母の弟）は競艇選手の皆川武で、池上自身も小学生の頃にはすでに競艇選手を志していたという。
埼玉で育った後、中学校時代に福島県いわき市へ移る。福島県立湯本高等学校に進学するが、1年生の時に「どうせ大学へは行かないんだから」という理由で中退し、自動車工場でアルバイトをしながら競艇選手を目指した。競艇選手養成所の試験に落ち続け、家族から諦めるよう説得されるが「競艇選手以外の人生は考えられない」と受験を続け、6回目の受験で合格。1985年春に58期生として入所し、模擬レースで勝率1位を記録。デビューから半年でC級からA級へと昇級し、1988年には3回優勝し最優秀新人賞を受賞した。
1991年に、戸田競艇場での35周年記念競走でGI初優勝。2000年に、戸田競艇場で行われた第47回全日本選手権で1号艇で優出。4号艇の川崎智幸とのデッドヒートを繰り広げ、最後は3周1マーク川崎智幸が転覆失格という壮絶な展開の中、SG初優勝となった。
2020年4月26日、平和島競艇場でのレース中に負傷しその回復が思わしくないことなどから、同年6月17日に選手登録を消除、現役を引退した。

## 人物・エピソード
- 現役時代にSG1勝、GI5勝をあげているが、これはすべて地元戸田競艇場で行われたSG・GIでの優勝である。これらの実績から「戸田天皇」と称された。
- ハイテンションな一面がある。2006年に、戸田競艇場で行われた第33回笹川賞競走（笹川賞）では、ドリーム戦選出。ドリーム戦出場者インタビューでは終始テンションが高く、会場の笑いを誘うようなコメントをしていた。また、SG初勝利をあげた埼玉支部の選手の水神祭では、一緒になって水面に飛び込んだり（1人で3回も水面に飛び込んでいたという）、1000勝を達成した埼玉支部所属の滝沢芳行の公開水神祭では、戸田競艇場のマスコットである「ウインビー」の着ぐるみを着た。
- 2ちゃんねらーとしても知られ、過去にG1・SGの開会式で2ちゃんねる用語を多用した挨拶を何度も行っている。このため、2003年には2ちゃんねらーの間で「池上裕次を笹川賞のファン投票で1位にしよう」という運動が行われ、これに感謝した池上が笹川賞の開会式で「さいたまさいたまバッヂ」をファンにプレゼントしたこともある。
- 自身の小学校時代、転勤族の家族として生まれた。転校先の小学校で、自身が標準語という理由でいじめにあったこともあった。

## 主なSG・GIタイトル

### SG
- 2000年：第47回 全日本選手権 （戸田競艇場）

### GI
- 1991年：35周年記念競走 （戸田競艇場）
- 1994年：38周年記念競走 （戸田競艇場）
- 1995年：ダイヤモンドカップ競走 （戸田競艇場）
- 2002年：45周年記念競走 （戸田競艇場）
- 2005年：48周年記念競走 （戸田競艇場）

## 戦績
- 出走回数：7738回
- 1着回数：1983回
- 優出回数：60回
- フライング(F)回数：44回
- 出遅れ(L)回数：1回
- 通算勝率：6.57
- 2連対率：46.19
- 3連対率：62.54
- 生涯獲得賞金：1,301,242,686円